# Герлах, Дэйв
Дэ́вид Фре́дерик «Дэйв» Ге́рлах (англ. David Frederick "Dave" Gerlach; 2 июля 1940, Стеттлер, Альберта — 22 октября 2020, Калгари, Альберта) — канадский кёрлингист.
В составе мужской сборной Канады чемпион мира и Канады (1969).
Играл на позиции третьего.

## Команды
| Сезон   | Четвёртый    | Третий      | Второй       | Первый     | Турниры           |
| ------- | ------------ | ----------- | ------------ | ---------- | ----------------- |
| 1968—69 | Рон Норткотт | Дэйв Герлах | Берни Спаркс | Фред Стори | ЧК 1969 · ЧМ 1969 |
| 1969—70 | Рон Норткотт | Дэйв Герлах | Берни Спаркс | Фред Стори | [ 5 ]             |

(скипы выделены полужирным шрифтом)